# 奥氏鼹
奥氏鼹（学名：Euroscaptor orlovi）也称奥氏长吻鼹，一种分布于越南北部及中国云南等地区的营地下生活的小型哺乳动物，隶属于鼹科东方鼹属。本种原被认为是长吻鼹（Euroscaptor longirostris）的一个种群，2016年俄罗斯学者通过研究发现长吻鼹是一个复合种，从其中分离出奥氏鼹和库氏鼹（Euroscaptor kuznetsovi）。

## 形态特征
奥氏鼹头体长112～129毫米，尾长为头体长的12.6～13.7%。通体毛皮呈黑棕色。